# Liquiliqui

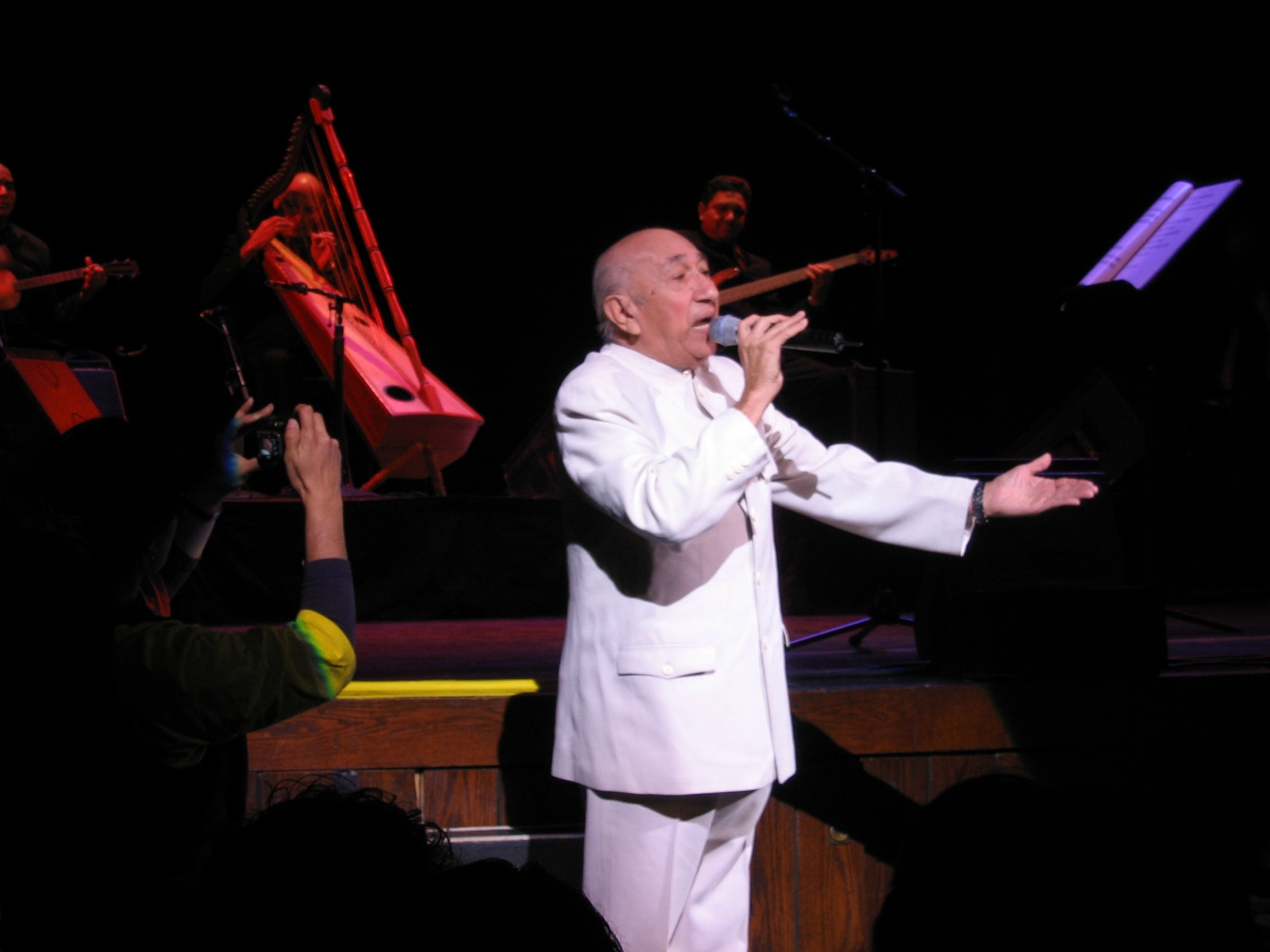
Simón Díaz luciendo un liquiliqui.

El liquiliqui o liquilique es un traje típico de los Llanos, región del norte de América del Sur entre Venezuela y Colombia.
Desde el 17 de marzo de 2017 es el traje típico nacional de Venezuela.

## Características
Es mayormente usado como atuendo masculino de fiestas y actos sociales, así como para el baile del joropo. Asimismo, el liquiliqui se ha convertido en un símbolo propio de los Llanos o de la figura del llanero o se ha usado, en general, como un símbolo nacionalista.
El traje de gala típico del hombre llanero es el liquiliqui, evolución del pantalón caqui y la camisa cuello redondo con mangas de 3/4. Es un traje completo que incluye una blusa de tela más o menos basta de algodón o lino, de cuello redondo rígido sin solapa.
Consta de chaqueta, pantalón y alpargatas. Algunas partes se está confeccionando con vivos de distintos colores y usando como un traje común o de baile con alpargatas.
La chaqueta es de manga larga, tiene de 5 a 6 botones, los cuales suelen ser metálicos, oro o incluso de hueso. Además, es adornada usualmente por dos bolsillos a la altura del pecho, pudiéndose encontrar variantes con dos bolsillos más en la parte inferior frontal. Son de forma rectangular y forrados en la parte interior con seda. Suele ser de lino o algodón y se usa cerrado hasta el cuello. No se emplea corbata ni pajarita.
El pantalón es de vestir y de la misma tela y color que la chaqueta. 
Tradicionalmente solo se usaban los colores blanco, gris o beige; sin embargo, posteriormente se han incorporado colores azul marino, negro, verde olivo, entre otros.

## Historia
De acuerdo con el historiador Emilio Acosta, este traje tiene origen asiático al ser derivado de los trajes traídos desde las rutas comerciales establecidas con la Capitanía General de Filipinas, entonces bajo dominio del Imperio español. Sin embargo, también se le ha atribuido un posible origen europeo como derivado de un uniforme francés de cuello cerrado llamado liquette.
El liquiliqui, a diferencia de la guayabera, es una prenda típica de los llanos venezolanos y por ende el traje nacional de Venezuela . El ecosistema que comparten ambos países y las principales actividades económicas que realizan, la ganadería y la agricultura, requieren de estar horas bajo el sol.
El 17 de marzo de 2017 se oficializó como el traje típico nacional de Venezuela.